# Moses Nsanyi Sainge
Moses Nsanyi Sainge, né en 1974, est un botaniste camerounais, en poste au parc national de Korup, spécialiste du genre Afrothismia.

## Taxons
On lui doit plusieurs taxons, seul ou en collaboration :
- Cassipourea korupensis Kenfack & Sainge
- Afrothismia foertheriana T.Franke, Sainge & Agerer
- Afrothismia fungiformis sp. nov. of Sainge (2012)
- Afrothismia korupensis Sainge & T.Franke
- Afrothismia pusila sp. nov. of Sainge (2012)
- Kihansia jengiensis Sainge & Kenfack

Afrothismia saingei T.Franke lui doit son épithète spécifique.